# Operação banqueiro
Operação banqueiro é um livro do jornalista Rubens Valente publicado em 2014. O livro relata os bastidores da Operação Satiagraha, explicando detalhes sobre a curta prisão do banqueiro Daniel Dantas pelo então delegado federal Protógenes Queiroz, a pedido do juiz Fausto De Sanctis. A obra também apresenta argumentos e documentos sobre a soltura de Dantas em pouco tempo pelo então presidente do STF Gilmar Mendes.

## Processo contra autor e editora do livro
O ministro do STF Gilmar Mendes alegou que o livro o difamou por “exposição inventiva e gravemente distorcida dos fatos que cercavam o evento”, processou o jornalista Rubens Valente e a editora Geração Editoral e pediu uma indenização de R$ 200 mil. Em 2015, em primeira instância, a justiça julgou improcedente a ação de indenização por danos morais. Gilmar Mendes recorreu.
Em 12 de fevereiro de 2019, Valente e a editora Geração Editoral foram condenados pelo STJ (Superior Tribunal de Justiça) a pagar R$ 60.000 para Gilmar Mendes.
Em maio de 2022, Valente foi condenado por danos morais a pagar R$ 310 mil a Mendes. Após perder em primeira instância em 2015, Mendes recorreu e ganhou a causa no Tribunal de Justiça do Distrito Federal e Territórios, resultando no pagamento de R$ 30 mil por danos morais. Após Mendes recorrer novamente, o Superior Tribunal de Justiça elevou a indenização para cerca de R$ 310 mil, além de obrigar a inclusão, em novas edições do livro, da íntegra da petição inicial e da sentença do caso (cerca de 200 páginas). Em agosto de 2021, a Primeira Turma do Supremo Tribunal Federal confirmou a decisao. 
Segundo a Agência Pública, Valente já pagou R$ 143 mil a Mendes.